# Лютеранська церква (Кишинів)
Лютеранська церква в Кишиневі (рум. Biserica luterană din Chișinău, нім. Lutherische Kirche in Kischinau) була побудована 1838 року лютеранською громадою Кишинева, що була заснована 1825 року і складалася переважно з німецьких колоністів, які прибули з різних регіонів Російської імперії. Церква була розміщена на вулиці Олександрівській (нині — бульвар Штефан чел Маре ші Сфинт) на розі мікрорайону, де розташований Національний театр опери та балету, навпроти будівлі колишнього Бессарабського земства.
Церква у плані загального типу мала одну наву з багатокутною вівтарною апсидою зі східного боку, перекритою двома схилами, із фронтонами на бічних стінах. На західному боці стояла дзвіниця у неоготичному стилі, ймовірно, прибудована наприкінці XIX століття. Між церквою та дзвіницею був невеликий ґанок-вхід, виділений порталом у оживальній арці. Призматична вежа із плоским дахом мала монотонні фасади з виїмками у дзвіниці, розміщеній під зубчастим карнизом. Під ним був циферблат годинника, над яким було високе вузьке сходове вікно. Елементи дзвіниці своїми формами підкреслювали вертикальність церкви, через що вона здавалась непропорційною основній частині споруди.
Лютеранська церква була знесена в 1960 році радянською комуністичною владою.